# Aristide Claris
Pour les articles homonymes, voir Claris (homonymie).
Aristide Claris (Blanquefort-sur-Briolance, 12 novembre 1843 - Le Vésinet, 9 décembre 1916) est un journaliste français et une personnalité de la Commune de Paris.

## Biographie
Collaborateur de La Patrie en danger d'Auguste Blanqui lors du Siège de Paris de 1870, le 6 janvier 1871, il signe l'Affiche rouge contre le gouvernement de la Défense nationale et pour la constitution de la « Commune ». Il est membre du Comité central républicain des Vingt arrondissements.  Pendant la Commune, il a été chef du bureau de presse de la commission de sécurité.
À la chute de la Commune de Paris, il se réfugie à Genève où, le 26 octobre 1871, il fonde l'hebdomadaire La Révolution sociale, publié jusqu'au 4 janvier 1872, avec la collaboration de nombreux hors-la-loi, dont André Léo, Arthur Arnould, Gustave Lefrançais, Benoît Malon, Eugène Razoua et Jules Guesde. Il faisait partie de la Société des proscrits, de la suivante La Solidarité et de la coopérative La Marmite sociale.
Il rejoignit la Fédération jurassienne mais la quitta en 1875. De retour en France à la suite de l'amnistie de 1880, il vécut ces dernières années presque aveugle avec un frère au Vésinet.

## Collaborations
Il fut secrétaire de rédaction à la Démocratie, collabora en Suisse à La Révolution sociale, au Travail, et à Paris au Le Petit parisien et au Voltaire. Il fut également rédacteur en chef de la Dépêche de Paris.